# Euthychaeta spectabilis
Euthychaeta spectabilis är en tvåvingeart som först beskrevs av Friedrich Hermann Loew 1864.  Euthychaeta spectabilis ingår i släktet Euthychaeta och familjen sumpskogsflugor. Inga underarter finns listade i Catalogue of Life.